# Phalaenopsis gigantea

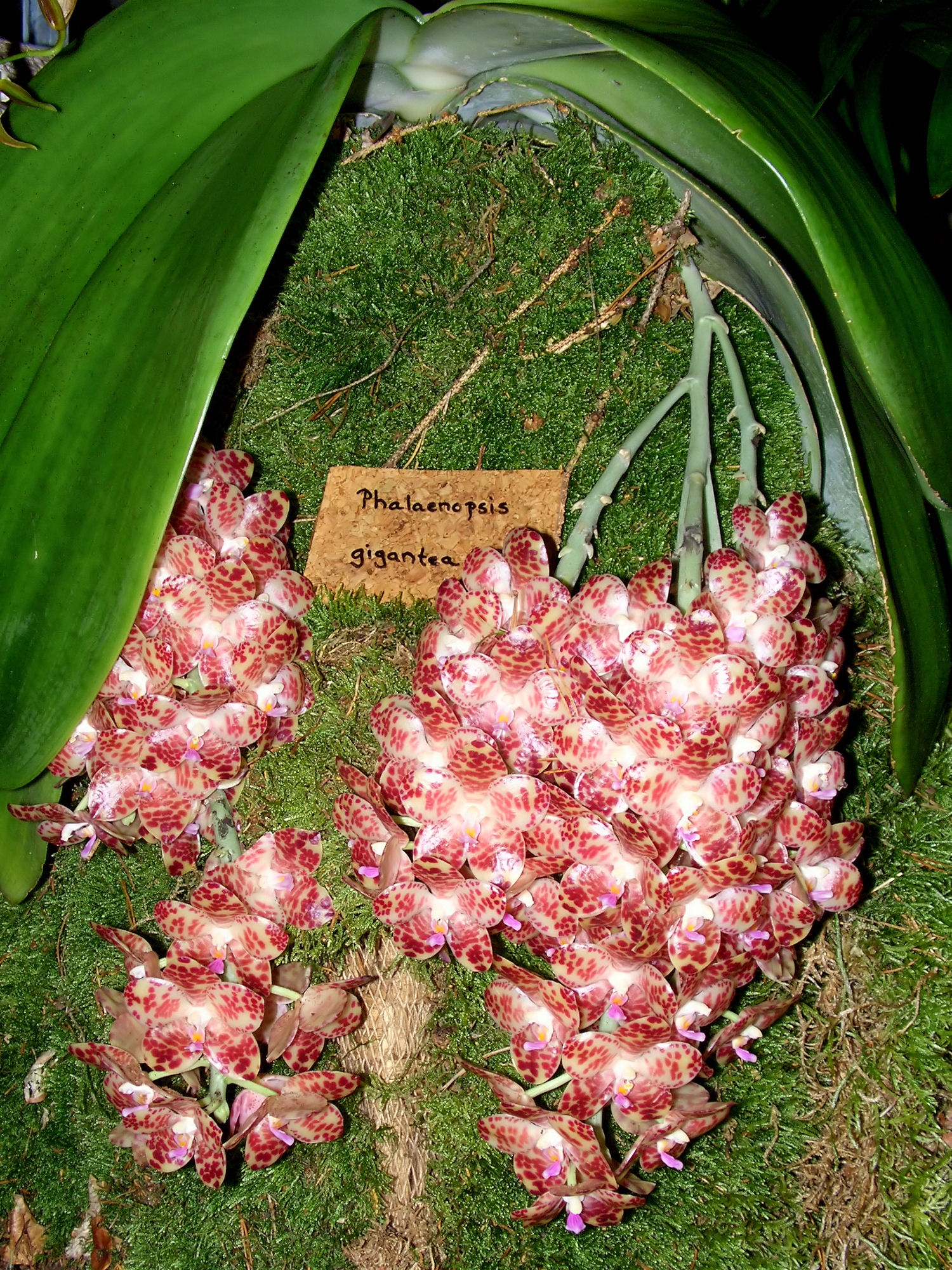
Vista de la planta

Phalaenopsis gigantea es una orquídea del género de Phalaenopsis de la subfamilia Epidendroideae de la familia de las Orchidaceae. Nativas de Borneo. Incluida en la Convención sobre el Comercio Internacional de Especies Amenazadas de Fauna y Flora Silvestres (CITES), apéndice II. En Borneo son conocidas como «Orejas de Elefante» por las enormes hojas que presentan, que cuando se cultivan, fácilmente exceden los 60 centímetros. Son las orquídeas más grandes del género Phalaenopsis.[cita requerida]

## Descripción
La Phalaenopsis gigantea muestra un hábito de desarrollo monopodial. El rizoma se desarrolla erecto y en su extremo produce dos gruesas y carnosas hojas alternas y elípticas cada año. Las hojas basales más viejas se caen al mismo tiempo. La planta de este modo retiene de cinco a seis hojas. Las hojas brillantes en las dos caras, anchas, péndulas, y coriáceas. La forma de las hojas oblongo-ovoideas, o elípticas, redondeadas de unos 50 cm de largo y 20 cm de ancho.
No tienen pseudobulbos y el almacenamiento de agua y sustancias de reserva se verifica en sus hojas, de láminas amplias y consistentes.
Tallo corto y grueso, completamente envuelto por hojas dobladas sobre sí. Brácteas triangulares, picudas, cóncavas de 5 a 6 mm.
En condiciones óptimas produce varios tallos simultáneamente que lleva cada uno de 20 a 30 flores apretadas.
Las flores carnosas de un tamaño de 5 cm.
Las flores constan de 3 sépalos similares a los 3 pétalos, en medio de los cuales está la columna (fusión de los estambres y pistilos), que es carnosa, blanca, cilíndrica, dilatada en la base, de unos 11 mm.
Lábelo trilobado, tres veces más pequeño que los sépalos, carnoso. Lóbulos laterales triangulares falciforme, con un callo aplanado hacia el centro. Lóbulo intermedio ovoide ú ovoide-subromboidéo dentado en los bordes laterales con un callo ovoideo en el apéndice Ápice redondeado de base amarilla y callo carnoso de color amarillo punteado de rojo.
El color varía de blanco a crema, o amarillo verdoso, más claro en la base de los sépalos y de los pétalos. Los segmentos florales están decorados con manchas o barras, a veces muy densas, marrones rojizas avellanas, púrpuras, o marrón-violeta y perfume suave.

## Hábitat
Orquídea epifita. En la naturaleza se encuentran debajo del dosel forestal en la humedad de la parte baja, protegidas de la luz solar directa. Se desarrolla en troncos de árboles con abundante musgo de donde las raíces de la planta sacan los nutrientes con los restos de corteza del árbol. Vive a altitudes que van desde nivel del mar hasta los 400 m s. n. m. (metros sobre el nivel del mar).

## Cultivo
Están plantas son muy exigentes en cuanto a su cultivo. Requiere unas condiciones mínimas muy parecidas a las de las Cattleya.
Temperatura
Soporta temperaturas de entre 14 y 35 °C con preferencia de temperatura durante el día de 20-24 °C. Para hacerla florecer, hay que mantener una diferencia de temperatura de 5 °C entre el día y la noche durante un mes.
Luz
Los Phalaenopsis gigantea prefieren una luz no muy viva, sin el sol directo del periodo del mediodía. Su ideal está entre 3000 y 7000 lux. Para ello se pueden situar junto a una ventana orientada al este o al oeste, con un visillo o cortina fina de por medio. Sin que le de la luz directa del sol pues se le pueden quemar las hojas. Las raíces de estas orquídeas son verdes, tienen clorofila por tanto capaces de realizar la fotosíntesis, por lo que es conveniente que estén en macetas incoloras.
Agua
De preferencia no calcárea y sin cloro (usar cartuchos filtrantes si el agua disponible es muy calcárea).
La humedad ambiental debe estar situada entre el 50 y 60 %, si bien debe ser mayor cuanto más alta sea la temperatura.
Riegos
Moderados. Hay que dejar secar un poco el compost entre dos riegos. Las raíces prefieren los compost con buen drenaje. Disminuir los riegos cuando los nuevos pseudobulbos estén maduros. Algunas variedades prefieren que las raíces sequen rápidamente.
Humedad
Les gustan las vaporizaciones.
Aclareo
Normalmente al final del invierno o en la primavera, después de la floración. Toleran bien los tiestos pequeños. Utilizar de preferencia un tiesto no poroso (nada de macetas de barro cocido), a fin de no concentrar las sales minerales. Si no, se recomienda de humedecer el compost con agua clara de vez en cuando. Después del cambio de tiesto, esperar unas dos semanas antes de emprender el ritmo normal de riegos. Vaporizar el envés de las hojas.
Sustrato
Granulometría de fina a media, a base de corteza de pino, atapulgita o argex (esferas de tamaño variable), carbón vegetal, poliestireno.
Es conveniente, no solo en Phalaenopsis, sino en orquídeas en general, desinfectar el medio de cultivo previo a su utilización. Un método eficaz e inocuo tanto para las plantas como para el ambiente es lograr la desinfección por acción del calor.
El proceso consiste en colocar en una asadera la mezcla preparada bien humedecida y llevarla a horno convencional durante 20 minutos a temperatura de 180 °C cuidando de que no se seque en exceso para evitar que se queme.
Retirar y dejar enfriar completamente. Una vez frío volver a humedecer (al plantar el sustrato siempre debe estar mojado).
Abonos
Debido a que son plantas epífitas que viven sobre troncos de árboles y recogen el agua de lluvia que escurre no tienen grandes exigencias de abono.
Venden abonos especiales para ellas, pero basta con usar un abono para plantas de interior reduciendo su dosis a la cuarta parte, que aplicaremos cada 10-15 días en la floración y el resto del tiempo esporádicamente. 
Reproducción
Producen innumerables semillas, pero difíciles de germinar como no estén en simbiosis con un hongo. Por lo cual, el método más fácil es mediante Keikis (hijuelo que la planta madre emite en la vara floral, tras la floración). Para estimular la aparición de Keikis tras la floración, se corta la vara por encima de un nudo sobre la mitad de su longitud. Luego se retira con cuidado la pielecilla que cubre las yemas de los entrenudos, con mucho cuidado para no dañar estos. Con ello conseguiremos que les llegue más luz.
También se puede diluir una pizca de la hormona de crecimiento vegetal (benziladenina) en agua y con un pincel dar un fino toque en el corte para estimular su aparición. Una vez el keikis ha emitido unas raíces pequeñas se puede separar de la planta madre.

## Historia
Recolectada por vez primera en 1897 por Niewenhuis, botánico de la misión de exploración de la frontera entre la parte neerlandesa de Borneo (Indonesia) y la parte británica del norte (Sabah en Malasia). Se la confundió entonces con Phalaenopsis amabilis y se llevó a Buitenzorg (Bogor), y fue descrita como una planta de un crecimiento muy lento. Floreció una vez solamente en 1909 y J. J. Smith entonces director del jardín la describió. Poco tiempo después de esto la planta murió.
Esta especie fue descrita intermitentemente y en forma dudosa hasta 1937, cuando fue redescubierta en los trabajos de apertura de una carretera en la selva tropical. Cierto espécimen fue medido entonces con hojas de 90 cm de largo y 40 cm de ancho.

## Taxonomía
Phalaenopsis gigantea fue descrita por Johannes Jacobus Smith y publicado en Bulletin du Département de l'Agriculture aux Indes Néerlandaises 22: 45. 1909.
Etimología
Phalaenopsis: nombre genérico que procede del griego phalaina = ‘mariposa’, y opsis = ‘parecido’, debido a las inflorescencias de algunas especies, que recuerdan a mariposas en vuelo. Por ello, a las especies se les llama «orquídeas mariposa».
gigantea: epíteto latino que significa ‘gigante, enorme’.
Sinonimia
- Polychilos gigantea (J.J. Sm.) Shim (1982)
- Phalaenopsis gigantea var. decolorata Braem ex Holle-De Raeve (1991)
- Phalaenopsis gigantea var. aurea Christenson (2001)
- Phalaenopsis gigantea f. decolorata (Braem ex Holle-De Raeve) Christenson (2001)[4][5]